# Aiko 16 sai
Aiko -16 sai (アイコ十六歳?) es una película japonesa 1983 dirigido por  Akiyoshi Imazeki. Está basada en la novela de 1980 "Aiko 16 sai de Akemi Hotta.

## Elenco
- Yasuko Tomita
- Misa Kawai
- Hiroshi Inuzuka
- Yuki Matsushita

## Recepción
Yasuko Tomita ganó el premio al Mejor Actor Revelación en el sexto Festival de Cine de Yokohama y el 8º premio de la Academia de Japón.  